# Pastorsadjunkten
Pastorsadjunkten är ett drama av Anne Charlotte Leffler, utgivet 1876 på F. & G. Beijers förlag.
Dramat började skrivas redan 1874, men hade urpremiär först den 29 september 1876 på Kungliga Dramatiska Teatern i Stockholm. Pjäsen var Lefflers första moderna drama och hon var själv mycket nöjd med den. Den fick dock utstå mycket kritik från recensenterna.

## Om pjäsen
| ”                        | Denna gång har jag gått och burit på mitt ämne ett helt år, har noga genomtänkt det, har skrifvit det med en ständig hänsyn till dramats fordringar, har genomtänkt hvarenda karaktär, så att hvarje den minsta detalt, hvarje ord skulle bli i harmoni med karaktären. | „ |
| – Anne Charlotte Leffler | |   |

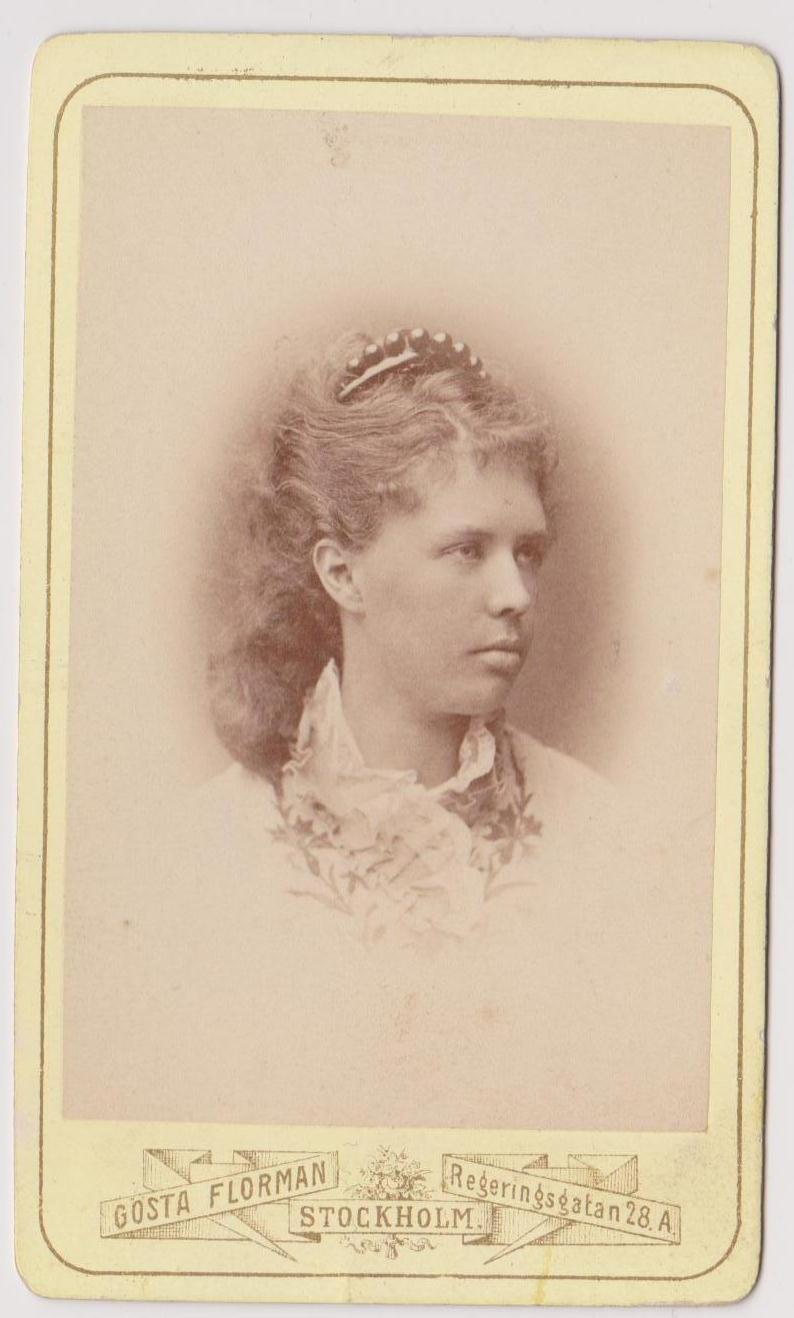
Ann Charlotte Leffler 1876

Huvuddragen i Pastorsadjunkten började skisseras tidigt år 1874. Mot slutet av året, i november, var Leffler uppe om nätterna och skrev febrilt på sitt drama. Hon hade dock svårt att få till inledningen och bad därför bästa vännen Thecla Sköldberg om hjälp. I sin dagbok den 12 mars 1875 skrev Leffler: "Skref hela f.m. sista akten i Adjunkten". Den 27 mars samma år skickade hon in sin text till teatern.
I maj samma år berättade hon för brodern Gösta Mittag-Leffler att Dramatiska teatern ville sätta upp hennes pjäs. Oscar Wijkander, teaterchef, trodde att publiken skulle vara intresserad av det "allvarliga ämnet" i pjäsen. Han ville dock vänta med att sätta upp den till hösten, eftersom det inte var någon "vårpjäs". Pjäsen kom dock att försenas ytterligare och hade urpremiär först den 29 september 1876. Anledningen till den andra förseningen var att pjäsen på nytt inte ansågs vara en vårpjäs, samt att Axel Elmlund, som skulle spelat huvudpersonen Nils Evald, blev sjuk. Under tiden lovade Wijkander henne att den andra pjäs som hon samtidigt skrev skulle uppföras istället, om den färdigställdes tillräckligt snabbt. Löftet ledde till en febril aktivitet hos Leffler, som färdigställde pjäsen som hon kallade för I bråddjupets rand på elva dagar. Trots sitt löfte satte Wijkander aldrig upp pjäsen.
Leffler hade från början tänkt att Pastorsadjunkten skulle sättas upp tillsammans med Under toffeln, ett annat av hennes verk. Genom att göra så trodde hon att den lättare Under toffeln skulle balansera upp den lite tyngre Pastorsadjunkten och detta skulle visa på bredden av hennes begåvning. Så kom dock inte att bli fallet då samma skådespelare skulle spela i båda pjäserna och dessa hade inte möjlighet att inöva två pjäser samtidigt.
Pjäsen kom senare att ges ut på 1876 på F. & G. Beijers förlag. Det var Elof Tegnér, historiker och amanuens vid Kungliga biblioteket och tillika sonson till Esaias Tegnér, som lät trycka boken. Tegnér var en nybliven vän till Leffler och till skillnad från kritikerna gillade han pjäsen.

## Handling
Pjäsen är uppdelad i tre akter. Handlingen kretsar kring prästsonen Nils, som efter tio års studier ännu inte tagit examen. Anledningen till detta är att han också i hemlighet har läst fysiologi. När sanningen uppdagas rasar föräldrarna och skamsen återvänder Nils till den av fadern utstakade vägen och blir dennes pastorsadjunkt. Det dröjer dock inte länge innan han återvänder till fysiologin, fortfarande i hemlighet. En kvinnlig medstudent inser Nils begåvning, stjäl hans forskningsresultat och sänder dem till vetenskapsakademien.
Skådespelet avslutas med att Nils räddar livet på sin kusin, tack vare sina kunskaper i fysiologi. Han blir belönad av vetenskapsakademien och får även sin fars förlåtelse.

## Personer
Pastorsadjunkten har totalt fjorton rollfigurer, varav nio är män och fem kvinnor.
Nils Evald
Nils är pjäsens protagonist. Han är prästson och tillika student. Han tillbringar tio år i Uppsala där han studerar teologi och fysiologi. Fadern vill han ska bli filosofie kandidat medan modern vill att han ska följa sitt hjärta och välja yrke efter eget tycke.
Karaktären Nils Evald har tydliga drag av Anne Charlotte Lefflers verklige bror Gösta Mittag-Leffler. Rollfiguren kan också sägas inrymma Anne Charlotte Lefflers egen konflikt mellan plikt å ena sidan och kallelse å den andra.
Fru Evald
Fru Evald är mor till Nils och maka till prosten Evald. I sin självbiografi skriver Leffler att Fru Evald är den person i pjäsen som ligger närmast hennes egen livssituation. Hon beskriver fru Evald som en begåvad kvinna som kvävs i äktenskapet och därför blivit "bitter och förtorkad". I brev till bästa vännen Thecla Sköldberg diskuterar hon även likheterna mellan karaktären fru Evald och huvudpersonen Hjördis i Henrik Ibsens Hærmændene paa Helgeland. Hjördis beskrivs som en storartad kvinna vars begåvning kvävts och att hon därför hamnat i disharmoni med sig själv.
Övriga personer
- Prosten Evald
- Fru Evald
- Gerda, prostens systerdotter
- Anna, prostens systerdotter
- Baron Seth, student
- Gunborg, syster till Seth och student
- Doktorn
- Lundberg
- Selmer, filosofie kandidat
- Jan Erson, "bondfolk"
- Lars Olson, "bondfolk"
- Ingrid, "bondfolk"
- Kalle, "bondfolk"

## Teman

### Konflikten mellan religion och naturvetenskap
Kärnan i Pastorsadjunkten utgörs av konflikten mellan religion å ena sidan och naturvetenskap å andra sidan. Denna konflikt hade tidigare kommit till uttryck i Charles Darwins Om arternas uppkomst (1859). I pjäsen visar sig konflikten genom att studenten och prästsonen Nils Evald vacklar mellan studier i teologi och fysiologi. Han kommer till slut att välja det sistnämnda.

## Mottagande
Pastorsadjunkten mottogs i de flesta fall negativt i pressen. Ingen recensent tog ställning till det budskap som Leffler ville lyfta fram utan var istället kritiska till hur pjäsen var skriven. I Post- och Inrikes Tidningar beskrevs fru Evald som en person svår att begripa och att disharmonin i hennes äktenskap med prosten berodde på henne, vilket var raka motsatsen till det som Leffler avsåg att beskriva. Leffler själv menade att feltolkningen till stor del berodde på att det var Helfrid Kinmansson som spelade fru Evald och att hon med sin mjukare spelstil inte i tillfredsställande utsträckning lyckades bära upp den glöd och auktoritet som fru Evald har.
Signaturen "Farbror Janne" i Aftonbladet skrev att han fann pjäsen en svagare produkt än han hade förväntat sig av författaren till pjäsen Skådespelerskan (alltså Leffler). I synnerhet klagade han på första akten som han ansåg vara tråkig.
I Nya Dagligt Allehanda skrev signaturen "Janus" att författaren ingenting tycks veta om studentlivet. Samma signatur skulle senare fördjupa sin kritik ytterligare i en annan publikation, vilket fick Leffler att bli nedslagen. I ett brev till bästa vännen Thecla Sköldberg kallade hon recensenten för "afsigkommen litteratör".

## Utgåvor
- Leffler, Anne Charlotte (1876). Pastorsadjunkten: skådespel i tre akter. Stockholm: F. & G. Beijer. Libris 1596451

### Fotnoter
1. 1 2  Lauritzen 2012, s. 129
2. ↑  Lauritzen 2012, s. 128
3. 1 2 3 4 5  ”Pastorsadjunkten”. Dramawebben. Arkiverad från originalet den 11 augusti 2010. https://web.archive.org/web/20100811232904/http://www.dramawebben.se/pjas/pastorsadjunkten. Läst 26 oktober 2012.
4. ↑  Lauritzen 2012, s. 135-138
5. ↑  Lauritzen 2012, s. 135
6. ↑  Lauritzen 2012, s. 142
7. ↑  Lauritzen 2012, s. 130
8. 1 2 3  Lauritzen 2012, s. 131
9. ↑  Lauritzen 2012, s. 139-140
10. ↑  Lauritzen 2012, s. 140
11. ↑  Lauritzen 2012, s. 141